# Tillbudet 2
Tillbudet 2 är ett bostadsus i Stenstan, Sundsvall som uppfördes i början av 1900-talet av skinnhandlaren Lars Johan Larsson.